# Bálsamo
Bálsamo este un oraș în São Paulo (SP), Brazilia.